# Гайденко Андрій Матвійович
Андрі́й Матві́йович Гайде́нко (Гайдук, Гойденко) (1836* ?  поблизу с. Городні, тепер місто Городня Чернігівської області— † 1896 с. Синявка, тепер Коропського району Чернігівської області) — чернігівський кобзар. Учень Данила старого. Учитель Терешка Пархоменка.